# Barrack Rima
Pour les articles homonymes, voir Rima.
Barrack Zailaa Rima, également connue comme Barrack Rima, née le 18 octobre 1972 à Tripoli (Liban), est une autrice de bande dessinée et cinéaste belgo-libanaise.

## Biographie

### Jeunesse et formation
Barrack Zailaa Rima naît le 18 octobre 1972 à Tripoli au Liban,. Enfant, Rima vit la guerre civile libanaise de 1976. Elle choisit de quitter le Liban à 18 ans, comme la plupart de la classe moyenne libanaise à l'époque, pour étudier à Paris puis à Bruxelles et y vivre,. Elle suit des études d'illustration à l’Académie royale des beaux-arts de Bruxelles, où elle est élève de Bruno Goosse en 1991,. Elle publie, en 1995, pour son projet de fin d’études Beyrouth, quelques planches en noir et blanc, collectées en album, à la couverture sérigraphiée qui dépeignent certaines facettes de Beyrouth dont elle avait parcouru les rues en touriste lors de ses brefs passages. Puis, elle poursuit sa formation en étudiant le cinéma à l’Institut des arts de diffusion (IAD). À l’Académie des arts de Watermael-Boitsfort, elle est également l'élève de Louis Joos  dont elle reconnaît l'influence ainsi que celle d'Alberto Breccia pour leur excellence dans les niveaux de gris. Elle dit encore apprendre la générosité, la tendresse et la beauté du trait, une forme de sagesse d'Edmond Baudoin.

### Autrice de bande dessinée
Elle sort Le Conteur du Caire (La Cafetière en 1998, un album où elle puise son inspiration de sa rencontre avec Youssef Chahine et de sa découverte des cités d’Alexandrie et du Caire, dont elle fait la matière principale de son récit. En 2005, elle retourne au Liban pour raisons familiales et s'y installe. Les désillusions engendrées par la capitale, la font revenir en Belgique.
Beyrouth, la trilogie est publiée aux éditions marseillaises Alifbata en 2017.

#### Samandal Comix
Elle a été membre du collectif Samandal Comix pendant plus de dix ans. Elle obtient au sein de ce collectif, avec Joseph Kaï, Lena Merhej, Raphaëlle Macaron, Nour Hifaoui, Karen Keyrouz et Tracy Chahwan le prix de la BD alternative d'Angoulême en 2019,. Elle déclare : « Nous avons sans doute contribué à créer une conscience adulte de la bande dessinée. »

#### Dans le taxi
Elle publie le roman graphique Dans le taxi qui propose un prolongement de sa trilogie sur Beyrouth et fait découvrir la ville de son enfance, en 2020, toujours chez le même éditeur. Les conversations mises en scène sont l’occasion pour le membre du collectif Samandal d’aborder des sujets qui lui tiennent à cœur parmi lesquels le statut d’expatrié et la libération des mœurs sexuelles. Les critiques relèvent pour certains « une composition majestueuse de pages », pour d'autres : « c’est à la fois doux, bienveillant et dur […] » ou encore pour Thomas Figuières qui écrit sur le site ActuaBD : « Aux séquences d’emballements émotionnels succèdent des scènes de dialogues évocatrices, elles-mêmes contrebalancées par de nouvelles envolées vers d’inexplorés horizons. Des allées-venues stimulants, frisant l’érotisme. Bluffant. » Elle reçoit le premier prix du Mahmoud Kahil Award ainsi que le prix littéraire Les Grenades, 2022 pour Dans le taxi,.

#### Dans la presse
Dans la presse, elle anime les rubriques hebdomadaires De Brusselmansen dans Brussel Deze Week de 1998 à 2003 et Sociologia dans le quotidien libanais Al-Akhbar en 2014-2015, ainsi que plusieurs reportages graphiques et illustrations pour la rubrique Graphic journalism de l’hebdomadaire italien Internazionale, pour Médor, Défis-Sud, Imagine, MICmag, Rukh ou encore Strapazin et La Revue dessinée.
En outre, elle collabore graphiquement au collectif Revanche (L'Employé du Moi, 2010), Prince en BD sur un scénario de Tony Lourenço traitant du musicien Prince en 2021 et à l'anthologie Queer Power.

### Réalisatrice-scénariste
Au cinéma, elle réalise et écrit des films de fiction ou documentaires : Souvenir de Beyrouth (1999) qui lui vaut le prix du court métrage au Festival de Charleroi,, La Terre de 48, documentaire qu’elle réalise sur les réfugiés palestiniens, qui est diffusé, notamment, sur Al-Arabiya et une chaîne marocaine, et qui est récompensé du prix de la première œuvre du Festival International du Film Indépendant de Bruxelles (en) en 2003,. Elle scénarise et réalise L'Étude du chercheur ambulant en 2009. En 2022, elle tourne le film expérimental avec Isabelle Nouzha The Land of Milk and Honey.

### Autres activités
Rima travaille également pour des spectacles musicaux, de théâtre, de cirque ou de danse. Elle anime également des ateliers de collage.

### Vie privée
Elle réside à Schaerbeek avec sa fille Nina et sa compagne Deborah en 2020.

## Œuvres

### Publications

#### Albums de bande dessinée
- Beyrouth, auto-publication, 1995, 20 p. — Réédition par Plan BEY (Liban), 2013[7].
- Le Conteur du Caire, La Cafetière, coll. « Corazón », Braine-l'Alleud, mars 1998
Scénario et dessin : Barrack Rima - Couleurs : noir et blanc -  (ISBN 2-87407-009-2)
- Beyrouth Bye Bye..., Éditions Plan BEY, 2015[7]
- Beyrouth Rewind, Éditions Plan BEY, 2017[7]
- Beyrouth - la trilogie, Alifbata, Marseille, 5 octobre 2017
Scénario et dessin : Barrack Rima - Couleurs : noir et blanc -  (ISBN 978-2-9553928-2-9),Contient trois titres publiés à des époques différentes : Beyrouth ; Beyrouth Bye Bye...[28] ; et Beyrouth Rewind. Réédition[29] en 2023  (ISBN 978-2-9570545-4-1). Traduction en anglais sous le titre Beirut[30], Invisible Publishing, 2024  (ISBN 9781778430480).
- Dans le taxi[14],[15],[8],[17], Alifbata, Marseille, décembre 2020
Scénario et dessin : Barrack Rima - Couleurs : noir et blanc -  (ISBN 978-2-9553928-9-8)

#### Collectifs
- Revanche / Revenge[31], L'Employé du Moi, Bruxelles, février 2010
Scénario : collectif - Dessin : collectif dont Barrack Rima - Couleurs : quadrichromie -  (ISBN 978-2-930360-31-7) — Format 18 × 25 cm.
- Prince en BD[22], petit à petit, coll. « DocuBD », Rouen, 26 novembre 2021
Scénario : Tony Lourenço - Dessin : collectif dont Barrack Rima - Couleurs : quadrichromie -  (ISBN 978-2-380-46106-0),traduction en anglais, sous le titre Prince in comics[32], NBM Publishing,  (ISBN 978-1-68112-321-9).
- Queer Power[23], collectif dont Barrack Rima, dans kuš !, no 43, 2021,  (ISBN 9789934581458)

#### Catalogues d'exposition
- (fr + en) Simona Gabrieli (dir. éditoriale), Barrack Rima et Zeina Abirached (préf. Jean-Pierre Mercier), Nouvelle génération : la bande dessinée arabe aujourd'hui[33] [« The new generation : arab comics today »], Marseille ; Beyrouth, Alifbata ; Tosh Fesh-Université américaine de Beyrouth, 2 février 2018, 208 p. (ISBN 978-2-9553928-3-6)catalogue officiel qui accompagne l’exposition homonyme présentée du 25 janvier au 4 novembre 2018 à la Cité de la bande dessinée et de l’image d’Angoulême.

#### En revues, journaux et fanzines
- Barrack[7], fanzine Zaïna, 1995
- Les Amis[7], revue Écritures, Les Éperonniers/Université de Liège, 1997
- De Brusselmansen[7], strips, dans Brussel Deze Week, 1998-2003
- Dans le taxi[7]. Plusieurs épisodes parus dans Samandal (Beyrouth) depuis 2008, le dernier épisode traduit en polonais, et publié par Raster Art, Varsovie : W taksówce
- Jack, dans Samandal[7], 2009
- Qailulet qabl al Zohr[7] ([« La Sieste du matin »] — en arabe) 3 épisodes, dans Samandal depuis 2010.
- Les Aventures de Dédé et Baba dans Crocodile Land[7] (avec Déborah Kempczynski), Samandal, 2009
- Ob[7] (avec Omar Khoury), fanzine Places I know, L’Employé du Moi, 2011
- Bogosses[34], texte de Francois Corbiau et Céline Gautier (14 pages) dans Médor, no 5, hiver 2016-2017
- Frontières invisibles, avec Christophe Dabitch, publication dans le no 19 de La Revue dessinée en 2018[35], puis dans la revue espagnole Altaír[36].
- Die Höllenfahrt[37] [« Le Voyage en enfer »], Strapazin, no 143 de juin 2021.
- Justice et Pardon[38] (12 pages) dans Médor et no 23, automne 2023.

### Filmographie
Sauf indication contraire, les informations mentionnées dans cette section peuvent être confirmées par la base de données cinématographiques IMDb,  présente dans la section « Liens externes ».
- 1999 : Souvenir de Beyrouth[2] (fiction, 12 min)
- 2003 : La Terre de 48[24],[2] (documentaire, 57 min)
- 2009 : L'Étude du chercheur ambulant, fiction, réalisateur-scénariste, 60 min
- 2022 : The Land of Milk and Honey, court métrage d’animation, coréalisation[11] avec Isabelle Nouzha, acteur dans le rôle de Mister El-Meliguy.

### Théâtre
- 2012 : Wasteland[39], mise en scène de Patricia Barakat, conception Rosa Matthis, vidéaste.

### Expositions

#### Expositions personnelles
- Vers le féminin[21],[40],[41], centre culturel Espace Magh, Bruxelles, du 14 septembre 2023 au 26 octobre 2023.

#### Expositions collectives
- Nouvelle génération, la bande dessinée arabe aujourd’hui[42], Cité internationale de la bande dessinée et de l'image, Angoulême, du 25 janvier au 4 novembre 2018.
- Frontières invisibles[43] avec Christophe Dabitch, dans le cadre du Festival Printemps au Proche-Orient, médiathèque Louis Aragon de Boulazac du 14 mai 2018 au 2 juin 2018.
- Voisins[44],[45] avec Karen Keyrouz, Tracy Chahwan, Joseph Kaï, et Raphaelle Macaron au parc Fosse aux Ours en partenariat avec Lyon BD festival avec LPA.
- Du réel en BD[46], Musée de la BD, Bruxelles, du 20 décembre 2024 au 6 avril 2025.

## Prix et distinctions
- 2019 :  prix de la BD alternative d'Angoulême partagé avec les membres du collectif Samandal[12] ;
- 2022 pour Dans un taxi : 
  -  prix Mahmoud Kahil du meilleur roman graphique, décerné par la Arab Comics Initiative AUB[18],[47] ;
  -  prix littéraire Les Grenades[19].

#### Livres
: document utilisé comme source pour la rédaction de cet article.
- Thierry Bellefroid et Jean-Marie Derscheid, « Rima Barrack », dans 77 auteurs de bande dessinée en Wallonie et à Bruxelles, Bruxelles, Wallonie-Bruxelles International, 2017, 128 p., PDF (ISBN 2-930071-83-4, lire en ligne), p. 92.
- Philippe Mellot, Michel Denni, Laurent Turpin et Isabelle Morzadec, Trésors de la bande dessinée : BDM 2025-2026 - Catalogue encyclopédique et Argus, Paris, Les Arènes, novembre 2024, 24e éd., 1839 p., ill. ; 23 cm (ISBN 979-10-37512-61-1, OCLC 1478218824, présentation en ligne), p. 158, 402. .

#### Articles
- (it) « Trilogia di beirut. Il fumettesta libanese Barrack Rima a Messina : domani alla Feltrinelli » [« Trilogie de Beyrouth. Le bédéiste libanais Barrack Rima à Messine : demain à Feltrinelli »], sur normanno.com, 11 octobre 2019 (consulté le 29 mai 2025).
- Sophie Soukias, « De Bruxelles à Tripoli: Barrack Rima transforme la souffrance en poésie », Bruzz,‎ 4 février 2021 (lire en ligne, consulté le 29 mai 2025).
- (en) Benjamin Plastria, « Barrack Rima: Drawing Identity, Defying Borders » [« Barrack Rima : dessiner une identité, défier les frontières »], Ket Magazine,‎ 14 février 2025 (lire en ligne, consulté le 29 mai 2025).

#### Interviews
- (it) Barrack Rima (interviewée par Di Marta Ghezzi), « Vedo il mondo con gli occhi e lo disegno con le dita – Barrack Rima, la realtà, l’Io, Lui e gli altri » [« Je vois le monde avec mes yeux et je le dessine avec mes doigts – Barrack Rima, la réalité, le Soi, Lui et les autres »], Lo Spazio Bianco,‎ 16 novembre 2011 (lire en ligne, consulté le 29 mai 2025).
- (en) Barrack Rima (interviewée par Carla Calargé et Alexandra Gueydan-Turek), « Utopia and Dystopia in Beirut : A Conversation with Barrack Rima » [« Utopie et dystopie à Beyrouth : une conversation avec Barrack Rima »], Words Without Borders,‎ 20 février 2020 (lire en ligne, consulté le 29 mai 2025).
- (nl) Barrack Rima (interviewée par Johannes Decat), « Een openhartig gesprek over genderfluïditeit, ballingschap en mystieke poëzie : Stripauteur Barrack Rima: ‘Bevrijding is een pad dat nooit eindigt, helemaal vrij zijn we nooit’ » [« Une conversation franche sur la fluidité des genres, l'exil et la poésie mystique »], Mondiaal Nieuws,‎ 22 octobre 2022 (lire en ligne, consulté le 29 mai 2025).
- (es) Barrack Rima (interviewée par María Gilabert Almagro), « Barrack Rima : “Los cómics, como otras muchas formas de arte, pueden contribuir a derribar la ignorancia sobre la homosexualidad” » [« Barrack Rima : « La bande dessinée, comme de nombreuses autres formes d’art, peut contribuer à briser l’ignorance sur l’homosexualité. » »], Casa Mediterráneo,‎ 27 novembre 2023 (lire en ligne, consulté le 29 mai 2025).
- (en) Barrack Rima (interviewée par Layla Faraj), « Barrack Rima on Her Beirut Trilogy & Why Art Is (and Sometimes Isn’t) A Path to Liberation » [« Barrack Rima parle de sa trilogie de Beyrouth et pourquoi l'art est (et n'est parfois pas) un chemin vers la libération »], ArabLit,‎ 12 août 2024 (lire en ligne, consulté le 29 mai 2025).
- (en) Barrack Rima (interviewée par Michelle Johnson), « 8 Questions for Barrack Zailaa Rima » [« 8 questions à Barrack Zailaa Rima »], World Literature Today,‎ septembre 2024 (lire en ligne, consulté le 29 mai 2025).

### Vidéographie
- Texte - images sur Sonuma, Hergé, François Schuiten, Benoît Peeters, Claude Renard, Alain Goffin, Antonio Cossu, Philippe Foerster, Gérard Goffaux, Éric Poelaert, Louis Joos, Barrack, Blaise Dehon, Thierry Van Hasselt, Didier Platteau, Pierre Pourbaix, Nicolas Vadot, Denis et Olivier Deprez (Intervenants), En toutes lettres - Texte - images, film de Guy Lejeune (scénario) et Miguel Rivière (interviews), diffusé sur la RTBF le 12 novembre 1994 (54 min 6 s).
- [vidéo] « Barrack Rima - Salon du livre d'Arras 2020 », sur YouTube, 2 mai 2020
- [vidéo] « FLIRT #05 10.05.2020 Judith Vanistendael × Barrack Rima (français) », sur YouTube, 10 mai 2021
- [vidéo] « Rencontre avec Barrack Rima », sur YouTube, 13 mai 2021
- [vidéo] « #Egides2021 Cérémonie et conférence d'ouverture avec Barrack Rima et Lorena Parini », sur YouTube, 27 août 2021